# Faysel Kasmi
Faysel Kasmi (Antwerpen, 31 oktober 1995) is een Belgisch voetballer die als middenvelder speelt. Kasmi werd opgeleid in de JMG-Academie.

## Carrière

### Jeugd
Faysel Kasmi groeide op in Antwerpen, waar hij zich op jonge leeftijd aansloot bij de amateurvereniging Rapid. In 2003 stapte hij over naar de jeugdopleiding van Germinal Beerschot. Vier jaar later belandde hij in Tongerlo in de voetbalacademie van Jean-Marc Guillou. Omdat de academie eigendom was van Lierse SK-voorzitter Maged Samy stroomden heel wat jongeren uit de academie door naar het eerste elftal van Lierse. Op 21 november 2013 tekende ook de 18-jarige Kasmi een contract voor drie seizoenen bij de Antwerpse club.

### Lierse SK
Op 7 december 2013 debuteerde Kasmi in de Jupiler Pro League. Hij mocht toen van trainer Stanley Menzo na 85 minuten invallen in de wedstrijd tegen AA Gent. Kasmi verving zijn ploeggenoot Wanderson. Op 7 februari 2015 scoorde de mondige middenvelder tegen Zulte Waregem zijn eerste doelpunten op het hoogste niveau.
In het seizoen 2014/15 kreeg Kasmi meer speelkansen. Lierse streed een heel jaar tegen de degradatie en werd uiteindelijk laatste. In de daaropvolgende play-off III moest Lierse het opnemen tegen Cercle Brugge. In de vier confrontaties met Cercle wist Kasmi één keer te scoren. Lierse won play-off III en mocht daardoor deelnemen aan de eindronde met de tweedeklassers. Mede dankzij een doelpunt van Kasmi tegen Lommel United begon Lierse uitstekend aan de eindronde, maar na achtereenvolgens een nederlaag en een gelijkspel tegen Oud-Heverlee Leuven speelde Lierse alsnog de leidersplaats kwijt. Daardoor degradeerde Lierse in extremis toch naar Tweede Klasse. 
Ook Kasmi besluit om niet mee te degraderen. Hij wordt voor een jaar uitgeleend aan  Standard Luik samen met Ahmed El Messaoudi. Hij komt in een half seizoen aan zes wedstrijden. Daardoor beslist Lierse een oplossing te zoeken, die gevonden bij Omonia Nicosia waaraan hij verhuurd wordt tot juli 2017. Daar komt hij terug bij zijn ex-ploegmaat Karim Hafez, die ook door Lierse aan de Cypriotische club wordt verhuurd.

### KFCO Beerschot Wilrijk
Op 13 juni 2018 tekende Kasmi een contract bij tweedeklasser KFCO Beerschot Wilrijk. Hierbij sprak hij de ambitie uit om meteen te willen doorstoten naar 1A.
Op 31 december 2018 werd bekend dat de speler met onmiddellijke ingang ontslagen werd bij de club. Kasmi had enkele dagen eerder een positieve drugstest afgelegd tijdens een alcoholcontrole in Antwerpen.

## Statistieken
| Seizoen | Club             | Competitie      | Competitie | Competitie | Europees | Europees | Beker | Beker | Eindronde | Eindronde | Totaal | Totaal |
| Seizoen | Club             | Competitie      | Wed.       | Dlp.       | Wed.     | Dlp.     | Wed.  | Dlp.  | Wed.      | Dlp.      | Wed.   | Dlp.   |
| ------- | ---------------- | --------------- | ---------- | ---------- | -------- | -------- | ----- | ----- | --------- | --------- | ------ | ------ |
| 2013/14 | Lierse SK        | Eerste Klasse   | 8          | 0          | —        | —        | 0     | 0     | 0         | 0         | 8      | 0      |
| 2014/15 | Lierse SK        | Eerste Klasse   | 19         | 5          | —        | —        | 2     | 0     | 4         | 1         | 25     | 6      |
| 2015/16 | → Standard Luik  | Eerste Klasse   | 4          | 0          | 1        | 0        | 1     | 0     | 0         | 0         | 6      | 0      |
| 2015/16 | → Omonia Nicosia | A Divizion      | 2          | 0          | 0        | 0        | 1     | 1     | 0         | 0         | 3      | 1      |
| 2016/17 | Lierse SK        | Eerste klasse B | 21         | 1          | —        | —        | 2     | 0     | —         | —         | 23     | 1      |
| 2017/18 | Lierse SK        | Eerste klasse B | 1          | 0          | —        | —        | 0     | 0     | —         | —         | 1      | 0      |
| TOTAAL  | TOTAAL           | TOTAAL          | 55         | 6          | 1        | 0        | 6     | 1     | 4         | 1         | 66     | 8      |